# Verteuil-d'Agenais
Verteuil-d'Agenais är en kommun i departementet Lot-et-Garonne i regionen Nouvelle-Aquitaine i sydvästra Frankrike. Kommunen ligger i kantonen Castelmoron-sur-Lot som tillhör arrondissementet Marmande. År 2022 hade Verteuil-d'Agenais 544 invånare.

## Befolkningsutveckling
Antalet invånare i kommunen Verteuil-d'Agenais
| Referens: INSEE |